# Ponte de Malk Abraão
A Ponte de Malk Abraão é uma estrutura histórica na freguesia de Alvito, na região do Alentejo, em Portugal.

## Descrição e história
A ponte está situada na Herdade de Malk Abraão, a cerca de cinco quilómetros da vila de Alvito, e cruza um afluente da ribeira de Odivelas. Apresenta um tabuleiro em rampante, com parapeitos, sendo suportada por três arcos de volta perfeita, sendo o central mais elevado. Possui dois talhamares na face a montante, ladeando o arco de maior vão. A estrutura é composta por cantaria de pedra de granito rebocada, com um aparelho regular nos talamares.
A estrutura terá sido construída originalmente nos séculos 1 a.C. ou 1 d.C., durante a época romana, e depois reconstruída na Idade Média. Foi alvo de trabalhos arqueológicos em 2000 e 2008.